# Kostajnica (Federacja Bośni i Hercegowiny)
Kostajnica – wieś w Bośni i Hercegowinie, w Federacji Bośni i Hercegowiny, w kantonie hercegowińsko-neretwiańskim, w gminie Konjic. W 2013 roku liczyła 39 mieszkańców, z czego większość stanowili Chorwaci.